# 箭头体育场
箭头体育场（英語：Arrowhead Stadium）是座落在美国密蘇里州堪薩斯城的体育场，于1972年竣工，为NFL堪薩斯城酋長的主场。箭头体育场毗邻考夫曼体育场，拥有7万6千余个座位，为密苏里州容量最大的体育设施。
箭头体育场始建于1968年，以取代堪薩斯城酋長的原主场、容量为3万5千人的堪萨斯城市政体育场。体育场于1972年完工，并于同年8月12日举办了首场橄榄球赛。1994年，体育场将原来的人工草皮改换为天然草皮。
1996年美國職業足球大聯盟成立后，新建的堪萨斯城巫师也使用该体育场。巫师队使用该体育场至2007年。
自2021年起，体育场内的运动场地（field）以GEHA保险公司冠名。
箭头体育场为2026年國際足協世界盃预定比赛场地之一。